# تورجاي تانوكو
تورجاي تانوكو (بالتركية: Turgay Tanülkü)‏ هو ممثل تركي، ولد في 1953 في تركيا.

## أعمال

### مسلسلات
- (2024) محمد: سلطان الفتوحات[2]

### أفلام
- (2007) حافة الجنة[3]
- (2010) عندما نغادر[4]

## وصلات خارجية
- تورجاي تانوكو على موقع IMDb (الإنجليزية)
- تورجاي تانوكو على موقع ألو سيني (الفرنسية)
- تورجاي تانوكو على موقع قاعدة بيانات الفيلم (الإنجليزية)
- تورجاي تانوكو على موقع كينوبويسك (الروسية)